# Омутня
Омутня  — хутор в Кимрском районе Тверской области. Входит в состав Фёдоровского сельского поселения.

## География
Находится в юго-восточной части Тверской области на расстоянии приблизительно 18 км на запад-юго-запад по прямой от районного центра города Кимры на берегу Игнатова залива Иваньковского водохранилища.

## История
Известен был с 1628 года как деревня И. Г. Хловова с 7 дворами. В 1780-х годах здесь было 37 дворов. Тогда деревня находилась на месте, затопленном ныне водами Иваньковского водохранилища. В 1859 году здесь (уже село Корчевского уезда Тверской губернии) было учтено 32 двора, в 1887 — 35. Ныне имеет дачный характер.

## Население
Численность населения: 186 человек (1780-е года), 168 (1859 год), 195 (1887), 0 как в 2002 году, так и в 2010.